# Susana (Schiff)

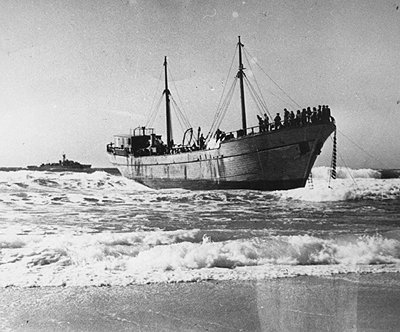
Susana

Die Susana war ein Frachtschiff, das als Einwandererschiff Shabtai Luzinski (hebräisch שַׁבְּתַאי לוּזִ׳ינְסְקִי Schabtai Lūʒīnsqī) während der illegalen Einwanderung europäischer Juden nach Palästina im Jahr 1947 bekannt wurde.

## Einwandererschiff
Die Susana wurde im Februar 1947 von Palyam-Mitgliedern in Porto Venere für den Transport von Einwanderern umgebaut. Danach fuhr sie nach Metapont und nahm 650 Einwanderer an Bord. Am 4. März lief das Schiff gemeinsam mit der Albertina Richtung Palästina aus. Für diese Fahrt erhielt die Susana den Hagana-Codename Shabtay Luzinsky, in Erinnerung an ein Mossad-Mitglied, das während seiner Tätigkeit als Gesandter der Jewish Agency bei einem Autounfall am 18. Januar 1947 in Rom ums Leben gekommen war.
Nach fünftägiger Fahrt übernahm die Susana wie geplant die Einwanderer und einen Teil der jüdischen Mannschaft der Albertina. Die Albertina hingegen übernahm nichtjüdische Mannschaftsmitglieder von der Susana sowie mehrere Palmachniks und kehrte nach Italien zurück. Die Albertina erfüllte damit die Funktion eines Eskortenschiffs.
Mit nun 823 Einwanderern an Bord setzte die Susana die Fahrt nach Israel fort. Etwa 130 dieser Einwanderer waren nach einem Plan von David Ben Gurion bereits in den Lagern in Europa militärisch ausgebildet und trainiert worden, um gleich nach ihrer Ankunft in Israel die Hagana zu verstärken.
Die Susana erreichte am 12. März um die Mittagszeit unentdeckt die Küste bei Nitzanim (etwa sechs Kilometer südlich des heutigen Aschdod), wo sie vom Palyam erwartet wurde. Wegen des Sturms und der hohen Wellen konnten die Einwanderer nicht wie vorgesehen mit den schiffseigenen Ruderbooten an Land gebracht werden. Um die Entfernung zum Ufer zu verringern, steuerte der Kapitän das Schiff näher heran, bis die Susana etwa 120 m vom Ufer entfernt auf Grund lief. Vom Schiff aus wurde ein Seil ans Ufer gespannt, und Palyamniks zogen sich mit Ruderbooten am Seil entlang vom Ufer zum Schiff, übernahmen Einwanderer und zogen sich am Seil zurück ans Ufer. Um das Ausbooten zu beschleunigen – die Susana war trotz Tageslicht immer noch nicht von den Briten entdeckt – wurden die gesunden und stärkeren Einwanderer angewiesen, mit Schwimmwesten ins Wasser zu springen und ans Ufer zu schwimmen. Am Ufer wurden die Einwanderer sofort auf die umliegenden jüdischen Siedlungen verteilt und dort versteckt.
Nach etwa drei Stunden wurde ein solcher Konvoi, der die Passagiere der Susana in eine Siedlung transportierte, durch Zufall von einer britischen Patrouille gestoppt. Die sofort alarmierte Verstärkung riegelte den Strandabschnitt ab und setzte die dort anwesenden Einwanderer fest, von der Seeseite sicherte ein britischer Zerstörer das Gebiet. Zu diesem Zeitpunkt waren rund 250 Einwanderer erfolgreich im Hinterland versteckt. Vom Zerstörer wurde ein Boot mit Seeleuten abgesetzt, die das Kommando auf der Susana übernehmen sollten. Doch das Boot kenterte in der rauen See, wobei drei Briten ertranken. Später steckten Schaulustige aus umliegenden Dörfern das Wrack in Brand.
Als in den jüdischen Siedlungen bekannt wurde, dass die Susana entdeckt war, kamen zahlreiche jüdische Zivilisten an den Strandabschnitt und mischten sich unter die Einwanderer. Damit sollten die Briten in ihrem Vorgehen behindert und verwirrt werden. Die Briten verhafteten jedoch alle anwesenden Juden und brachten sie zur Identifikation auf die Militärbasis ins sieben Kilometer weiter südwärts gelegene Aschkelon. Da die Juden alle Dokumente vernichtet hatten und auf alle Fragen nur mit „ich bin ein Jude aus Israel“ antworteten, waren die Briten auch in Aschkelon weitgehend erfolglos. Deswegen wurden über 900 Juden mit Lkw nach Haifa transportiert.
Nach der eingehenden Überprüfung in Haifa wurden etwa 240 Juden freigelassen und rund 700 mit den beiden Deportationsschiffen Empire Rival und Empire Shelter im Rahmen der Operation Igloo in das Internierungslager Xylotumbou auf Britisch-Zypern gebracht. In zwei Entlassungswellen am 15. und 28. März wurden insgesamt 325 Juden wieder nach Israel zurückgeschickt. Eine endgültige Aussortierung der Einwanderer gelang den Briten jedoch nie, bekannt sind mindestens 255 erfolgreiche Täuschungen. So gab es sowohl Einwanderer, die bereits in Aschkelon oder Haifa als „Einheimische“ durchgingen, bzw. im März von Zypern zurückgeschickt wurden, als auch Einheimische, die in verschiedenen Fällen bis zum 15. Mai 1948 in den Lagern auf Zypern verblieben.

## Trivia
Die Solidarität zwischen den Einheimischen und den Einwanderern der Susana wurde vom bekannten israelischen Sänger Chaim Chefer in dem Lied Schoschana, Schoschana besungen.
Die Susana war das einzige Schiff, das während der Ausbootung der Einwanderer von den Briten entdeckt wurde. Dieses Ereignis wurde im Film „Milch und Honig“ aufgegriffen und mit den Ereignissen bei anderen Einwandererschiffen vermischt.